# 照镜镇
照镜镇是中华人民共和国河南省新乡市获嘉县下辖的一个镇。

## 行政区划
照镜镇下辖以下村级行政区划单位：
照镜村、东彰仪村、西彰仪村、小王庄村、巨柏村、沈庄村、桑庄村、彦当村、前李村、后李村、陈固村、东仓村、西仓村、楼村、安村、冯村、方台村、三位村、樊庄村、员庄村、前寺村和后寺村。